# Fabien Farnolle
Fabien Ceddy Farnolle (Bordeaux, 5 febbraio 1985) è un ex calciatore francese naturalizzato beninese, di ruolo portiere.

## Carriera

### Nazionale
Ha giocato nella nazionale francese Under-18; successivamente ha scelto di rappresentare il Benin, con la cui nazionale maggiore ha esordito nel 2012, partecipando anche alla Coppa d'Africa del 2019.